# M1917 (револьвер)
Револьвер Colt Army M1917 був прийнятий на озброєння армії США в 1917 році, де був основним зразком револьвера до кінця Другої Світової Війни. Призначений для озброєння військових формувань армії США.

## Історія створення і застосування
Вважається, що сплеск випуску моделей цього револьвера викликаний гострою нестачею в діючій армії в ході Першої світової війни основного пістолета Кольт-1911, хоча конкретними джерелами це не підтверджено. Проте, наймасовіший випуск Colt Army M1917 дійсно приходиться на 1917—1918 роки. А подальша його експлуатація у збройних силах продовжувалася паралельно з Кольтом-1911.
Револьвер Кольт-M1917 був розроблений на базі револьвера Colt Model 1889 Navy, від якого щодо конструкції мало чим відрізняється.
Пізніше було випущено ще кілька моделей практично абсолютно однакових, різниця тільки в довжині ствола і вживаному патроні.
Базова модель Colt Navy з'явився в 1889 році, в 1895 році з'явилася модель Colt New Navy.
У 1897 році з'явилися Colt New Service і Colt New Service Target, в 1908 році Colt Army Special .
У 1917 році побачив світ власне Colt Army M1917, а в 1926 році Colt Official Police як поліційний револьвер.

## Улаштування
- Револьвер Colt Army M1917 має ударно — спусковий механізм подвійної дії.
- Рамка револьвера монолітна, для перезарядження барабан відкидається на праву сторону.
- Живлення. У зв'язку з тим що для стрільби застосовувалися стандартні патрони .45 ACP, що не мають закраїн, патрони жорстко з'єднані напівкруглими пластинчастими обоймами по три штуки.
- Приціл відкритий, не регульований.
- Щічки рукоятки виконані з дерева, у нижній частині рукоятка має антабку для кріплення страхувального ременя.
- Крім стандартного ствола довжиною 140 мм був ще варіант зі стволом 70 мм. Також випускалася модель Colt Army M1917 з укороченим стволом, яка називалася «De Luxe».